# Лајош Зилахи
Лајош Зилахи (мађ. Zilahy Lajos; Нађсалонта, Трансилванија , 27. март 1891 — Нови Сад, 1. децембар 1974) био је мађарски писац и драматург. Један је од водећих, ако не и најчитанији прозни мађарски аутор двадесетог века.

## Биографија
Рођен је у Салонти, Трансилванија, тада део Краљевине Мађарске. Студирао је право на Универзитету у Будимпешти пре него што је послат на Источни фронт током Првог светског рата, где је био рањен. После рањавања 1916. је напустио фронт и од тада радио као новинар.
О својим искуствима са ратишта потресно сведочи у роману „Заробљеници“ (мађ. Két fogoly). Његово најпознатије дело је „Арарат“, део трилогије, а најпотресније „Самртно пролеће“.
Његовим делима провејава дух аристократске Мађарске, односно Аустроугарске, а изузетно живим описима успева да гане читаоца.
Он је такође био активан и на филму.Основао је и своју филмску кућу. Његов роман из 1928. Нешто плута на води екранизован је два пута. Његова представа Генерал снимљена је као филм под називом Врли син 1930. и као Побуњеник 1931.
Неколико његових романа је преведено на бугарски, хрватски, дански, холандски, чешки, енглески, естонски, фински, француски, немачки, италијански, јапански, пољски, румунски, српски, словачки, шпански, шведски и турски. Едиција његових кратких прича доступна је на шпанском, неке од његових приповедака преведене су на бугарски, хрватски, енглески, естонски, француски, немачки, италијански, пољски, португалски, словачки, шпански и шведски, а неки од његових песама на немачки.
Од 1948. године је живео у Сједињеним Америчким Државама, у емиграцији. Крајем педесетих је често боравио у Новом Саду где је купио кућу. Само једном, 1973. године је посетио Будимпешту. Планирао је да се врати у Мађарску, али га је смрт у томе спречила.
Лајош Зилахи је сахрањен на будимпештанском гробљу Керепеши.

## Изабрани романи
- Смртно пролеће (1922)
- Заробљеници (1926)
- Вода нешто носи (1928)
- Дезертер (1931)
- Кад душа замире (1932)
- Освета оружја (1936)
- Арарат (1947)
- Разбеснели анђео (1953)
- Пурпурни век (1965)